# 里夏尔·盖伊
里夏尔·盖伊（法語：Richard Gay，1971年3月6日—），法国男子自由式滑雪运动员。他曾代表法国参加2002年冬季奥林匹克运动会自由式滑雪比赛，获得男子雪上技巧铜牌。